# Nombre de Perron
En mathématiques, et particulièrement en théorie des nombres, un nombre de Perron est un entier algébrique α, réel et supérieur à 1, tel que ses conjugués sont tous inférieurs à α en valeur absolue. Par exemple, la plus grande des deux racines du polynôme irréductible {\displaystyle x^{2}-3x+1} est un nombre de Perron.

## Dénomination
Les nombres de Perron portent le nom d'Oskar Perron ; le théorème de Perron-Frobenius dit que, pour une matrice carrée réelle à coefficients algébriques positifs dont la plus grande valeur propre est supérieure à un, cette valeur propre est un nombre de Perron. Dans un domaine voisin, le nombre de Perron d'un graphe est défini comme étant le rayon spectral de sa matrice d'adjacence .

## Propriétés
Tout nombre de Pisot ou nombre de Salem est un nombre de Perron, tout comme la mesure de Mahler d'un polynôme unitaire à coefficients entiers. Le rayon spectral d'une matrice apériodique dont les entrées non nulles sont de Perron est aussi un nombre de Perron. 

## Articles liés
- Nombre de Pisot
- Nombre de Salem